# CSS Tennessee (1863)
La CSS Tennessee era una corazzata a casamatta con rostro costruita dalla Marina Confederata durante la guerra di secessione americana. Ha servito come nave ammiraglia dell'ammiraglio Franklin Buchanan, comandante dello squadrone di Mobile, dopo la sua messa in servizio. È stata catturata nel 1864 da parte della Marina dell'Unione durante la Battaglia della Baia di Mobile e ha poi partecipato al successivo assedio di Fort Morgan operato dall'Unione. La Tennessee è stata dismessa dopo la guerra e venduta nel 1867 come rottame.

## Costruzione
Le corazzate fluviali della marina confederata durante la guerra civile americana furono tutte contraddistinte da un uso di materiali e mezzi di fortuna. Nello specifico la nave venne varata senza motore all'Arsenale di Selma, Alabama, il 16 febbraio 1864 e trainata dalla CSS Baltic a Mobile dove venne completata. Il motore installato apparteneva al vapore commerciale Alonzo Child, mentre i cannoni erano tutti dei Brooke ad anima rigata, di due calibri diversi. In altre navi confederate invece, l'armamento di bordo era un miscuglio di cannoni ad anima liscia e rigata a seconda delle disponibilità. La corazzatura venne fatta in modo avventuroso lavorando su un lato per volta con la nave sbandata e con varie condizioni di marea, sollevando con difficoltà le pesanti piastre di acciaio della corazzatura con gli operai parzialmente immersi nell'acqua, perché non era disponibile un bacino di carenaggio.
I due cannoni più pesanti, uno in caccia ed uno in ritirata dentro la casamatta, davano su due piattaforme che, come protezione contro gli abbordaggi, potevano essere investite da getti di vapore provenienti dalle caldaie; i quattro che armavano le fiancate erano sempre dentro la casamatta che spioveva direttamente contro il bordo libero.

## Biografia
- "CSS Tennessee". Dictionary of American Naval Fighting Ships. Naval History & Heritage Command (NH&HC). Retrieved 25 January 2013.
- "USS Tennessee". Dictionary of American Naval Fighting Ships. Naval History & Heritage Command (NH&HC). Retrieved 25 January 2013.